# Área metropolitana de Tunja
El Área metropolitana de Tunja - AMTUN, es un área metropolitana de facto del centro de Colombia, que reúne a la ciudad capital departamental: Tunja, como municipio principal y los municipios periféricos a este Samacá, Sora, Soracá, Siachoque, Toca, Tuta, Sotaquirá, Cómbita, Motavita, Oicatá, Chivatá, Cucaita, Chíquiza y Ventaquemada, sin embargo los municipios de Ramiriquí, Boyacá y Jenesano, han manifestado su intensión de integrarse a esta zona de planificación conjunta, gracias a su cercanía con la cabecera principal y por las oportunidades de coordinación del desarrollo conjunto que representa para sus poblaciones. Su núcleo económico, administrativo, comercial y político también es la ciudad de Santiago de Tunja.

## Historia

### Orígenes y legislación
En el año 2016 se propuso en el concejo de Tunja el proyecto del área metropolitana con el fin de fortalecer un corredor comercial e industrial en conjunto con los municipios de la Provincia centro - hunza.
El proyecto de Ley de constitución formal está en trámite, el cual se denomina: consolidación del Área Metropolitana de Tunja - Distrito Universitario, Histórico y Cultural - DUCH. Actualmente está reconocida y en proceso de formalización.
En el mismo sentido y teniendo en cuenta que la zona urbana de Tunja es el mayor centro urbano de la región y una de las ciudades de todo el país que más ha acelerado su crecimiento urbanístico y demográfico, desde el año 2014 se puso en operación la Policía Metropolitana de Tunja - METUN, en los municipios que conforman el área, para fortalecer la Policía Departamental de Boyacá - DEBOY, también con comando principal en Tunja. Adicionalmente se realizan comités trimestrales entre todos los municipios del Área Metropolitana de Tunja - AMTUN, para la articulación y coordinación de proyectos conjuntos.

## Sectores conurbados
Actualmente el avance urbanístico hacia el norte ha superado los límites urbanos de la capital boyacense. Este fenómeno sucede principalmente en la Comuna Norte donde partir de la Calle 80 el área metropolitana de la ciudad de Tunja se extiende a lo largo de la Avenida Norte hacia las veredas San Onofre, La Concepción y San Isidro del municipio de Cómbita, allí se encuentran importantes instituciones como el Instituto de Transportes de Boyacá ITBOY y varias zonas industriales, comerciales y residenciales. Hacia Oicatá, sectores aledaños a Pirgua y a la Autopista BTS son parte de construcciones de expansión de la ciudad, y sede de empresas como la planta de tratamiento de veolia aguas de Tunja y otras microindustrias. En el Noroccidente, las zonas altas de la ciudad y sectores periféricos de la Comuna Noroccidental, se extienden hacia las veredas Centro y El Salvial de Motavita, sectores preferidos por la buena visibilidad de la ciudad en donde se desarrollan varios proyectos de vivienda, comercio y microempresas. En el suroriente la comuna suroriental se encuentra en proceso de conurbación con Soracá donde ya hay varias industrias y sedes de instituciones de la capital. Y en el sur, el centro poblado del Puente de Boyacá se encuentra entre la vereda Barón Gallero de Tunja y jurisdicción del municipio de Ventaquemada.

## Datos administrativos y económicos actuales del Área Metropolitana
| Municipios   | Superficie km² | Población (2020) (hab) | Densidad Poblacional (hab/km²) | Altitud m s. n. m. | Distancia de Tunja (km) | Códigos Postales | Valor Agregado (2018) (miles de M de $COP) | Peso Relativo en el PIB departamental (% 2018) | Grado de Importancia Económica (2017) |
| ------------ | -------------- | ---------------------- | ------------------------------ | ------------------ | ----------------------- | ---------------- | ------------------------------------------ | ---------------------------------------------- | ------------------------------------- |
| Tunja        | 121            | 206.788                | 1.709                          | 2.822              | ----                    | 150001-150009    | 3.628                                      | 17,7                                           | 1                                     |
| Cómbita      | 149            | 13.280                 | 103                            | 2.825              | 5                       | 150201           | 110                                        | 0,6                                            | 6                                     |
| Chivatá      | 49             | 2.834                  | 137                            | 2.903              | 8                       | 150240           | 34                                         | 0,2                                            | 7                                     |
| Motavita     | 61             | 5.703                  | 141                            | 2.965              | 3                       | 154080           | 77                                         | 0,3                                            | 7                                     |
| Oicatá       | 59             | 2.890                  | 48                             | 2.715              | 3                       | 150220           | 37                                         | 0,1                                            | 7                                     |
| Soracá       | 57             | 6.068                  | 90                             | 2.799              | 3                       | 153480           | 98                                         | 0,4                                            | 6                                     |
| Sora         | 47             | 3.077                  | 64                             | 2.650              | 11                      | 154040           | 32                                         | 0,1                                            | 7                                     |
| Toca         | 165            | 8.893                  | 60                             | 2.810              | 22                      | 150260           | 159                                        | 0,6                                            | 6                                     |
| Samacá       | 160            | 18.818                 | 130                            | 2.765              | 20                      | 150260           | 365                                        | 1,5                                            | 4                                     |
| Ventaquemada | 159            | 16.093                 | 100                            | 2.630              | 23                      | 153440           | 275                                        | 1,1                                            | 4                                     |
| Siachoque    | 125            | 6.774                  | 72                             | 2.760              | 15                      | 153460           | 157                                        | 0,6                                            | 6                                     |
| Tuta         | 165            | 8.461                  | 61                             | 2.600              | 15                      | 150401           | 682                                        | 2,8                                            | 4                                     |
| Cucaita      | 44             | 3.787                  | 107                            | 2.650              | 14                      | 154060           | 72                                         | 0,3                                            | 7                                     |
| Sotaquira    | 289            | 8.305                  | 25                             | 2.860              | 26                      | 150420           | 97                                         | 0,4                                            | 6                                     |
| Chiquiza     | 120            | 4.744                  | 44                             | 2.900              | 22                      | 154020           | 75                                         | 0,3                                            | 7                                     |
| Total/Media  | 1.770          | 316.515                | 179                            | 2.780              | 13                      | -                | 5.898                                      | 24                                             | -                                     |